# Емтланд (лен)
Лен Е́мтланд (швед. Jämtlands län) — лен в северной Швеции. Административный центр — город Эстерсунд. Имеет границы с ленами Даларна, Евлеборг, Вестерноррланд и Вестерботтен, а также с Норвегией.
Территория лена в основном соответствует историческим провинциям Емтланд и Херьедален, однако небольшие части лена относятся к провинциям Хельсингланд, Онгерманланд, Лаппланд и Даларна.

## Административное деление
Лен состоит из 8 коммун:
- Берг, центр — Свенставик,
- Брекке, центр — Брекке,
- Хельедален, центр — Свег,
- Круком, центр — Круком,
- Рагунда, центр — Хаммарстранд,
- Стрёмсунд, центр — Стрёмсунд,
- Оре, центр — Оре,
- Эстерсунд, центр — Эстерсунд.